# Ремизов, Николай Владимирович

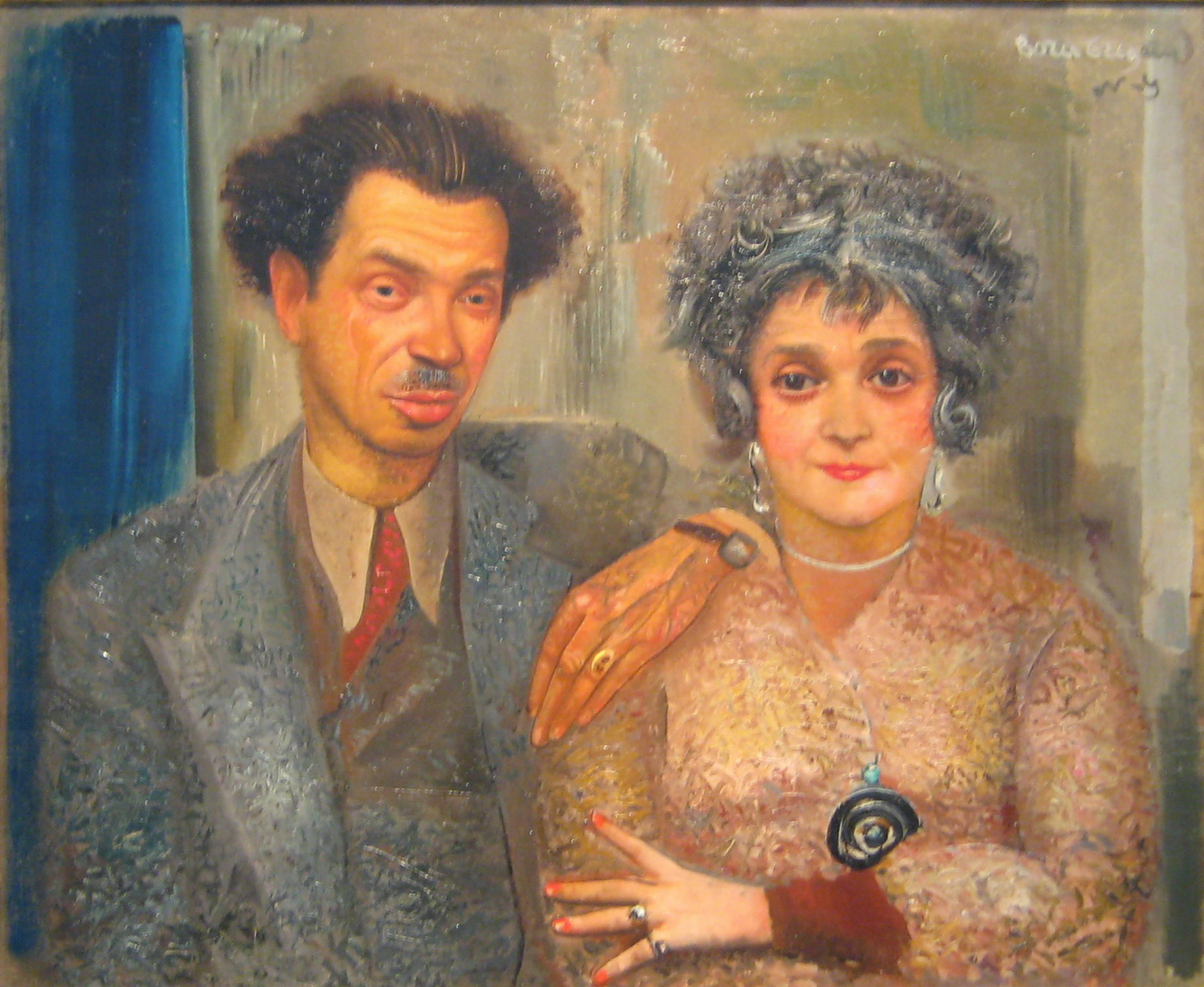
Портрет работы Бориса Григорьева

Никола́й Влади́мирович Ре́мизов (псевдоним — Ре-Ми, настоящая фамилия — Ре́мизов-Васи́льев, 20 мая 1887, Санкт-Петербург — 4 августа 1975, Палм-Спрингс, Калифорния) — русский художник, живописец, график, сценограф

.

## Биография
В 1908—1917 годах учился в Императорской Санкт-Петербургской Академии художеств. С 1908 по 1918 годы — ведущий художник-карикатурист журналов «Стрекоза», «Сатирикон» и «Новый Сатирикон», автор сатирических рисунков на политические и бытовые темы, шаржей на деятелей российской культуры и искусства. Один из совладельцев «Нового Сатирикона» (наряду с Аверченко и художником Алексеем Радаковым). В 1917 году иллюстрировал сказку Чуковского «Крокодил», в которой впервые изобразил автора как персонажа произведения (эту традицию затем подхватят мультипликаторы). Фигурирует в книге «Экспедиция сатириконцев в Западную Европу» под именем Мифасов, в повести Аверченко «Подходцев и двое других» — под именем Громов. После 1918 года несколько раз упоминался в произведениях Аркадия Аверченко, в частности, в рассказе «Моя старая шкатулка» из сборника «Нечистая сила».
С 1918 в эмиграции; с 1920 жил в Париже, работая в ателье художественной рекламы «Лубок». Сотрудничал с театром Никиты Балиева «Летучая мышь», оформляя постановки как театральный художник.
С 1922 года жил и работал в США; с 1939 года — художник-постановщик в Голливуде, где был главным художником 35 фильмов.

## Фильмография

### Художник-постановщик
- «О мышах и людях» (1939)
- «Соблазнённый» (1947)